# 菲利-达维德科沃区
菲利-达维德科沃区（俄語：район Фили-Давыдково）是莫斯科西行政区的一区，面积6.96平方公里，人口111,926人。斯拉夫林荫路站、孔策沃站、菲利卡公园站、少先队站、明斯克站和达维德科沃站位于该区。